# 裴谭
裴谭（492年—524年10月31日），河东郡闻喜县（今山西省运城市闻喜县）人，出自河东裴氏定著五房之一的南来吴裴，南齐辅国将军、南兗州刺史裴叔业之孙，南齐随郡王左常侍裴蒨之之子，北魏官员。

## 生平
南齐建武二年（495年），裴谭虚龄四岁时，父亲裴蒨之早逝。景明元年（500年），裴谭虚龄八岁时，祖父裴叔业归附北魏，在半路上去世，因此裴谭继承了祖父的爵位兰陵郡公。裴谭粗鲁凶残，喜欢杀戮，所乘骑的牛马只要稍有惊吓逃窜，就亲手杀掉，但是裴谭孝敬诸位叔父，能尽子侄之道，兰陵郡公的俸禄和收入总是用来接济诸位叔父，世人以此称赞他。魏宣武帝元恪任命裴谭以及皇后高英的弟弟高贞、王肃的儿子王绍一起担任太子洗马。魏孝明帝元诩继位后，裴谭转任员外常侍，又升任中坚将军、冠军将军、中散大夫。正光五年九月十九日（524年10月31日），裴谭在洛阳县洛汭里私人住宅中去世，虚龄三十三，朝廷赠予平南将军、豫州刺史，谥号敬。孝昌元年十月壬申朔二日癸酉（525年11月2日）葬于洛阳蒿丘山，其墓志全称《魏故平南将军使持节豫州刺史兰陵郡开国公裴君墓志》，21世纪初年出土于河南洛阳。

## 家庭

### 夫人
- 河东柳氏，北魏正员散骑侍郎、前军将军柳玄瑜之女[4]

### 子女
- 裴测，长子，裴谭安葬时虚龄十三[4]
- 裴插，次子，裴谭安葬时虚龄十二[4]
- 裴荆瑶，长女，嫁乘氏县开国伯安定席鶠，卫尉卿席景通之子[4]
- 裴二娘，次女，裴谭安葬时虚龄十四[4]
- 裴阿摩，三女，裴谭安葬时虚龄九岁[4]
- 裴女王，四女，裴谭安葬时虚龄五岁[4]，后改名裴丽华，嫁北周使持节、骠骑大将军、开府仪同三司、大都督、敷绥丹三州诸军事、敷州刺史、平齐景公柳庆
- 裴氏，未命名，五女，裴谭安葬时虚龄四岁[4]